# Evan Roberts
Evan Roberts (1878–1951) var ledaren för väckelsen i Wales 1904–1905. Han kom från ett kalvinistiskt metodistiskt hem, och arbetade i en kolgruva vid tiden för väckelsen. 
1906 fick Roberts ett psykiskt sammanbrott, som gjorde att han omhändertogs i Jessie Penn-Lewis hem, där han bodde i många år. Tillsammans skrev de verket "War on the Saints" (sv. övers. Kriget mot kristna), där de avslöjade Satans infiltrering i väckelsen i Wales. Roberts kom senare att ta avstånd från boken. Men den har icke desto mindre varit viktig för många kritiker av den karismatiska väckelsekristendomen. 
Roberts var influerad av Helgelserörelsen och Jessie Penn-Lewis teologi. Han undervisade mycket om bönen. 
Mot slutet av sitt liv verkade Roberts glöd alltmer falna, och han intresserade sig för poesi och teater.